# Imo.im
Imo.im — веб-сервис и кроссплатформенное приложение для мгновенного обмена сообщениями (Instant Messaging, IM) и VoIP-звонков.
Для начала работы при регистрации пользователю нужно зарегистрировать собственный внутренний аккаунт imo.inaddition imo. Ранее, кроме аккаунта imo.im, пользователь мог подключить другие IM-сервисы (таких как Skype, AIM, ICQ, MSN и другие) и использовать их все в одном приложении или через один веб-сайт, что обеспечило сервису большую популярность, наряду с аналогичными проектами Meebo и Nimbuzz (ныне закрытых).
Для обмена сообщениями с помощью imo.im не требуется установка дополнительных программ, достаточно иметь браузер, при этом все сообщения сохраняются на сервере, что позволяет использовать сервис из любого места в мире, с любого компьютера. В конце 2000 годов считался одним из самых инновационных веб-сервисов, позволяющим объединить все IM-сервисы пользователя в одном приложении, а также через веб-интерфейс.
Приложение создано командой из Калифорнии, команда состоит из магистра информатики Ральфа Харика, также инженера Жоржа Харика, бывшего директора Googlettes.
Среди дополнительных возможностей — VoIP-звонки, а также возможность пользовательских веб-приложений онлайн при общении.
Сайт использует технологии HTML5, Adobe Flash и библиотеку libpurple с открытым исходным кодом, которую создали разработчики программы Pidgin. Для обеспечения безопасности, все соединения клиентов с сервером через браузер делаются через шифрованный протокол https. .
С 3 марта 2014 года отключена поддержка посторонних протоколов (ICQ, AIM, Yahoo!, MSN, Valve Steam, XMPP (Jabber), а значит, и Google Talk, Facebook). Тем не менее сервис остаётся популярным, на Play Market 500 млн установок для устройств под управлением Android.
Разработчики компании также создали версию для использования на мобильных устройствах: iPhone/iPad, Android, BlackBerry, Nokia (Symbian) Windows Phone. Из-за высокой популярности приложения и потребности более старшего поколения в общении между собой с помощью компьютера, выпущена версия для компьютера под управлением Windows и MacOS.
Лицензия для использования предоставляется ограниченная и непередаваемая, только в личное пользование, без коммерческих целей. Определённые функции потребуют оплаты. При приобретении некоторых функций плата может быть одноразовой.
2 мая 2017 года сервис был заблокирован в России, так как вместе с другими мессенджерами BlackBerry, Line и Vchat отказался передавать данные о своих пользователях Роскомнадзору, а также считать себя организатором распространения информации. 22 июня он был разблокирован после того как компания Pagebites Inc, которой принадлежит мессенджер, предоставила данные реестру организаторов распространения информации.
В 2018 году мессенджер достиг отметки в 500 миллионов скачиваний в магазине Google Play.